# San Tomaso Agordino
San Tomaso Agordino är en kommun i provinsen Belluno i regionen Veneto i Italien. Kommunen hade 610 invånare (2018).